# Торосово (Ленінградська область)
Торосово (рос. Торосово) — присілок у Волосовському районі Ленінградської області Російської Федерації.
Населення становить 1521 особу. Належить до муніципального утворення Клопицьке сільське поселення.

## Історія
Від 1 серпня 1927 року належить до Ленінградської області.

## Населення
| 2007 | 2010  | 2017  |
| ---- | ----- | ----- |
| 1440 | ↗1512 | ↗1521 |